# Фтор-18
Фтор-18 — радиоактивный изотоп фтора с атомным номером 9 и массовым числом 18.
Период полураспада 109,771 минуты. Активность одного грамма 3,52⋅1018 Бк. Около 97 % распадов идёт по схеме позитронного распада, ~3 % по схеме захвата электрона. В обоих случаях дочерний изотоп — 18O. При позитронном распаде энергия позитронов распределена по непрерывному спектру с максимальной энергией 633,4 кэВ. При аннигиляции остановившегося позитрона с электроном окружающей среды образуются, как правило, два гамма-кванта с энергией 511 кэВ.

## Получение
18F синтезируют на ускорителях вблизи места использования, облучая мишень 18O протонами с энергией до 18 МэВ (дальнейшее увеличение энергии не приводит к большему выходу 18F). Мишенным материалом, как правило, является вода, обогащённая изотопом 18O. В медицинских учреждениях обычно используют циклотроны, реже линейные ускорители.

## Применение
Меченные фтором-18 РФП используются в ядерной медицине для проведения ПЭТ-исследований. РФП на основе 18F (в частности, фтордезоксиглюкоза) используются для следующих исследований:
- визуализация опухолей различных локализаций (флюороэстрадиол);
- оценка метаболизма глюкозы в сердце, лёгких и головном мозге;
- диагностика болезни Альцгеймера;
- диагностика болезни диффузных телец Леви;
- диагностика болезни Паркинсона (флюородопа);
- локализация эпилептического очага;
- диагностика костных метастазов;
- дифференциальная диагностика — для определения степени злокачественности опухоли.